# Анна Сейле
Анна Сейле (нар. 1939) — латвійська викладачка і політик, депутат Сейму V, VI, VII, VIII і IX скликань (з 1993).

## Біографія
У 1962 закінчила вивчати регіональну географію, в Латвійському державному університеті ім. Петеріса Стучки, після чого працювала вчителькою. У 1992 році отримала ступінь доктора географічних наук у цьому ж університеті.
У 1990 році була обрана депутатом Верховної Ради Латвійської РСР від Латвійського Народного Фронту. На виборах 1993 вперше отримала мандат делегата у Сейм зі списку Латвійського Національного Руху Незалежності (LNNK), а в 1995 переобрана від коаліції LNNK і «Зелених». З 1997 засідала в загальній фракції LNNK/«Вітчизні і Свободі» і з її списку отримала мандат депутата на виборах 1998, 2002 і 2006 років. У 2008 пішла з угруповання і через кілька місяців вступила до Громадського союзу. На виборах 2010 не депутатом не стала.